# Václav Glazar
Václav Glazar (Praga, 9 de octubre de 1952 – 11 de julio de 2018) fue un actor y guionista checo.

## Biografía
Glazar comenzó a trabajar como cría de perros y entrega de Correos. En 1990, inició su carrera como dramaturgo y guionista.
Su primer trabajo fue en el programa Čestmír Kopecky de la Česká televize y luego participó en los programas de entretenimiento de TV Prima.
En 2003 escribió Corazón y piedra, protagonizada por Jiřina Kottová y Jaroslav Čejka. Aquí trabajó como director artístico, animador, actor y cantante. También actuó en algunos papeles de cine y televisión.
Apareció por primera vez frente a la cámara en 2002, en la película  Rok ďábla'.' Posteriormente, protagonizó su trilogía basada en sus conocidas anécdotas llamada  Kameňák , eligió a Zdeněk Troška y dirigió la película  Skeletons .
El 11 de julio de 2018 murió de un ataque al corazón.

## Filmografía
Cine
- 2002 – Rok ďábla
- 2003 – Kameňák
- 2004 – Kameňák 2
- 2005 – Kameňák 3
- 2007 – Skeletoni

Televisión
- 2005 – Vichřice mezi životem a smrtí
- 2002 – Příběhy slavných